# Werneria bambutensis
Werneria bambutensis es una especie de anfibios de la familia Bufonidae. Es endémica de Camerún.
Su hábitat natural incluye montanos secos, praderas tropicales o subtropicales a gran altitud y ríos.
Está amenazada de extinción por la pérdida de su hábitat natural.